# Rainer Tscharke
Rainer Tscharke (ur. 1 sierpnia 1942 w Poczdamie) – niemiecki siatkarz, medalista igrzysk olimpijskich i mistrzostw świata.

## Życiorys
Tscharke był w składzie reprezentacji Niemiec Wschodnich podczas igrzysk 1968 w Meksyku. Zagrał w sześciu z dziewięciu meczów, po których drużyna NRD zajęła 4. miejsce. Tryumfował z reprezentacją podczas pucharu świata 1969 i na rozgrywanych w Bułgarii mistrzostwach świata 1970. Tscharke wystąpił także na igrzyskach 1972 odbywających się w Monachium. Zagrał w dwóch meczach fazy grupowej, wygranym półfinale ze Związkiem Radzieckim oraz w przegranym finale z Japonią. Łącznie w reprezentacji, dla której grał od 1966 do 1972 rozegrał 189 spotkań.
Tscharke uzyskał dyplom nauczyciela sportu na Deutsche Hochschule für Körperkultur w Lipsku. Po zakończeniu zawodowej kariery, w latach 1984-1986 był trenerem męskiej drużyny klubu TSC Berlin, z którą dwukrotnie wygrywał ligę NRD (w 1984 i 1986) oraz trzykrotnie puchar NRD. Trzykrotnie doprowadził drużyny młodzieżowe tego klubu do mistrzostwa Niemiec (w 1998, 2001 i 2003). Towarzyszył Marianne Buggenhagen w przygotowaniach do letnich igrzysk paraolimpijskich 2004.